# Lãi suất

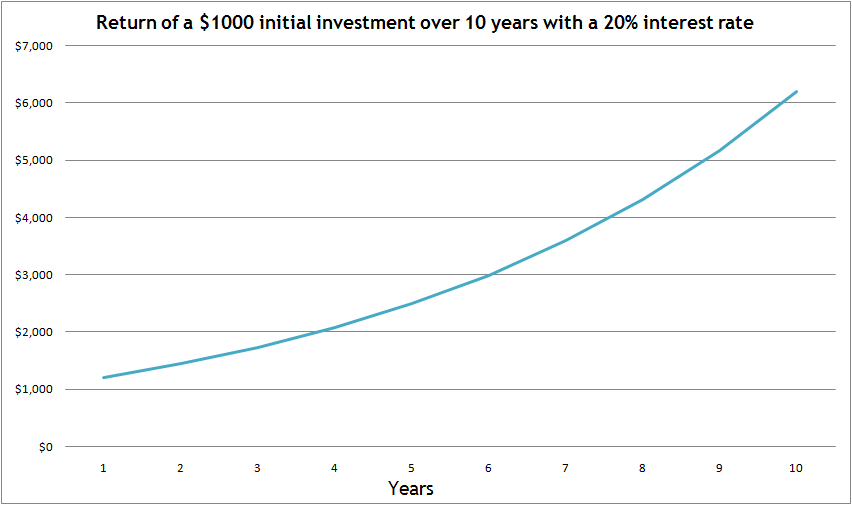
Số tiền thu được trong vòng 10 năm khi đầu tư với vốn là 1000 đô la và lãi suất là 20%

Trong kinh tế vĩ mô, lãi suất (Tiếng Anh: interest rate), là chi phí của việc giữ tiền (chi phí cơ hội khi bỏ qua một cơ hội đầu tư) hay là chi phí của quyền sử dụng một đơn vị vốn vay nào đó trong một đơn vị thời gian (tháng, năm), là tỷ lệ mà theo đó tiền lãi được người vay trả cho việc sử dụng tiền mà họ vay từ một người cho vay. Cụ thể, lãi suất (I/m) là phần trăm tiền gốc (P) phải trả cho một số lượng nhất định của thời gian (m) mỗi thời kỳ (thường được tính theo năm). Ví dụ, một công ty nhỏ vay vốn từ một ngân hàng để mua tài sản mới cho doanh nghiệp của mình, và ngược lại người cho vay nhận được tiền lãi theo lãi suất quy định cho việc trì hoãn sử dụng các khoản tiền và thay vào đó bằng việc cho vay nó cho người vay. Lãi suất thường được thể hiện như một tỷ lệ phần trăm của tiền gốc trong một khoảng thời gian một năm.
Các mục tiêu lãi suất là một công cụ quan trọng của chính sách tiền tệ và được tính tới khi xử lý các biến số như đầu tư, lạm phát và thất nghiệp. Các ngân hàng trung ương hoặc các ngân hàng dự trữ của các nước nói chung có xu hướng giảm lãi suất khi họ muốn tăng cường đầu tư và tiêu dùng trong nền kinh tế của đất nước. Tuy nhiên, một lãi suất thấp như là một chính sách kinh tế vĩ mô có thể là rủi ro và có thể dẫn đến việc tạo ra một bong bóng kinh tế, trong đó một lượng lớn các đầu tư được đổ vào thị trường bất động sản và thị trường chứng khoán.
Điều này đã xảy ra tại Nhật Bản vào cuối những năm 1980 và đầu những năm 1990, sinh ra các khoản nợ lớn không được thanh toán cho các ngân hàng Nhật Bản và sự phá sản của các ngân hàng này và gây ra đình lạm trong nền kinh tế Nhật Bản (Nhật Bản là nền kinh tế lớn thứ hai thế giới vào thời điểm đó), với xuất khẩu trở thành trụ cột cuối cùng cho sự phát triển của nền kinh tế Nhật Bản trong suốt phần còn lại của những năm 1990 và đầu những năm 2000. Kịch bản tương tự đã sinh ra từ việc hạ lãi suất của Hoa Kỳ kể từ cuối những năm 1990 đến nay (xem khủng hoảng tài chính toàn cầu 2007-2008) về căn bản bởi quyết định của Hệ thống Dự trữ Liên bang.
Dưới thời Margaret Thatcher, nền kinh tế của Vương quốc Anh duy trì tăng trưởng ổn định bằng cách không cho phép Ngân hàng Anh giảm lãi suất. Như thế, trong các nền kinh tế phát triển, các điều chỉnh lãi suất đã được thực hiện để giữ lạm phát trong phạm vi mục tiêu vì sức khỏe của các hoạt động kinh tế, hoặc thiết lập giới hạn trên của lãi suất đồng thời với tăng trưởng kinh tế để bảo vệ đà kinh tế.

## Lãi suất lịch sử

Đức trải qua lãi suất huy động từ 14% năm 1969 xuống còn gần 2% trong năm 2003.

Trong hai thế kỷ qua, lãi suất đã được thiết lập khác nhau bởi các chính phủ quốc gia hoặc các ngân hàng trung ương. Ví dụ, lãi suất quỹ liên bang của Cục Dự trữ Liên bang Hoa Kỳ đã thay đổi trong khoảng từ 0,25% tới 19% trong giai đoạn 1954–2008, trong khi lãi suất cơ bản của Ngân hàng Anh thay đổi trong khoảng 0,5% tới 15% trong giai đoạn 1989–2009, và Đức đã trải qua các lãi suất từ gần 90% trong thập niên 1920 xuống còn khoảng 2% trong thập niên 2000. Trong nỗ lực giải quyết siêu lạm phát leo thang trong năm 2007, Ngân hàng Trung ương Zimbabwe tăng lãi suất cho vay tới 800%.
Các mức lãi suất trên các khoản tín dụng sơ cấp trong cuối những năm 1970 và đầu những năm 1980 đã cao hơn nhiều so với đã được ghi nhận - cao hơn các đỉnh trước của Mỹ kể từ năm 1800, hơn các đỉnh của Anh từ năm 1700, hoặc hơn đỉnh Hà Lan kể từ năm 1600, "kể từ khi thị trường vốn hiện đại ra đời, chưa có bao giờ lãi suất dài hạn cao" như trong giai đoạn này.
Có thể trước khi có các thị trường vốn hiện đại, đã có một số tài khoản mà các khoản tiền gửi tiết kiệm có thể đạt được một hoàn vốn hàng năm ít nhất là 25% và lên đến cao là 50%.

### Lãi suất tại Hoa Kỳ
Tại Hoa Kỳ, thẩm quyền quyết định lãi suất được phân chia giữa Hội đồng Thống đốc Cục Dự trữ liên bang (Hội đồng) và Ủy ban Thị trường mở Liên bang (FOMC). Hội đồng quyết định thay đổi tỷ lệ chiết khấu sau khi các kiến nghị được gửi bởi một hoặc nhiều Ngân hàng dự trữ liên bang khu vực. FOMC quyết định về các hoạt động thị trường mở, bao gồm các mức mong muốn của tiền ngân hàng trung ương hoặc lãi suất thị trường các quỹ liên bang được mong muốn. Hiện nay, lãi suất ở Mỹ đang là hoặc gần các mức thấp lịch sử.

## Các lý do cho thay đổi lãi suất
- Lợi ích ngắn hạn chính trị: Giảm lãi suất có thể cung cấp cho nền kinh tế một tăng trưởng ngắn hạn. Trong các điều kiện bình thường, hầu hết các nhà kinh tế nghĩ rằng cắt giảm lãi suất sẽ chỉ cung cấp một lợi ích ngắn hạn trong hoạt động kinh tế, sẽ nhanh chóng bị triệt tiêu bởi lạm phát. Sự tăng trưởng nhanh chóng có thể ảnh hưởng đến các cuộc bầu cử. Hầu hết các nhà kinh tế ủng hộ các ngân hàng trung ương độc lập trong việc hạn chế ảnh hưởng của chính trị tới lãi suất.
- Tiêu thụ bị hoãn lại: Khi tiền được vay mượn thì người cho vay trì hoãn việc chi tiêu tiền vào các hàng hóa tiêu dùng. Theo thuyết ưu tiên thời gian thì mọi người thích hàng hóa hiện nay hơn là hàng hoá về sau, vì thế trong một thị trường tự do sẽ có một lãi suất dương.
- Kỳ vọng lạm phát: Hầu hết các nền kinh tế nói chung biểu lộ sự lạm phát, có nghĩa là một số lượng tiền nhất định mua được ít hàng hóa hơn trong tương lai so với nó mua được trong hiện tại. Người vay cần phải bù đắp cho người cho vay vì việc này.
- Đầu tư thay thế: Người cho vay có thể lựa chọn việc sử dụng tiền của mình trong các đầu tư khác nhau. Nếu anh ta chọn một kiểu đầu tư, anh ta bỏ qua các hoàn vốn từ tất cả những đầu tư khác. Các đầu tư khác nhau cạnh tranh thực sự để giành nguồn tiền bạc.
- Rủi ro đầu tư: Luôn luôn có một rủi ro là người vay sẽ phá sản, bỏ trốn, chết, hoặc vỡ nợ khoản vay. Điều này có nghĩa là một người cho vay thường tính một phí bù đắp rủi ro để đảm bảo rằng, xuyên suốt các đầu tư của mình, anh ta được bồi thường cho những khoản đầu tư thất bại.
- Ưu tiên thanh khoản: Mọi người đều muốn các nguồn lực sẵn có của họ dưới hình thức ngay lập tức có thể trao đổi, chứ không phải dưới hình thức cần có thời gian để thực hiện.
- Thuế: Vì một số thu nhập từ tiền lãi có thể phải chịu thuế, người cho vay có thể đòi hỏi một lãi suất cao hơn để bù đắp cho sự mất mát này.

## Lãi suất danh nghĩa và lãi suất thực tế
Lãi suất danh nghĩa là số lượng, theo tỷ lệ phần trăm, của tiền lãi phải trả.
Ví dụ, giả sử một hộ gia đình gửi tiền 100 USD với một ngân hàng trong vòng 1 năm và họ nhận được tiền lãi 10 USD. Vào cuối năm số dư của họ là 110 USD. Trong trường hợp này, lãi suất danh nghĩa là 10% mỗi năm.
Lãi suất thực tế, đo lường sức mua của biên lai tiền lãi, được tính bằng cách điều chỉnh lãi suất danh nghĩa được tính để đưa lạm phát vào hạch toán. (Xem Thực tế so với danh nghĩa trong kinh tế học.)
Nếu lạm phát trong nền kinh tế đã là 10% trong năm, thì 110 USD trong tài khoản vào cuối năm mua số lượng tương tự như 100 USD đã làm một năm trước. Lãi suất thực tế, trong trường hợp này, là con số không.
Sau thực tế này, lãi suất thực tế 'được nhận', đã thực sự xảy ra, được đưa ra bởi phương trình Phi-sơ, và là
{\displaystyle r={\frac {1+i}{1+p}}-1\,\!}
ở đây p = tỷ lệ lạm phát thực qua một năm.
Xấp xỉ tuyến tính
{\displaystyle r\approx i-p\,\!}
được sử dụng rộng rãi.
Hoàn vốn thực tế dự kiến trên một đầu tư, trước khi nó được thực hiện, là:
{\displaystyle i_{r}=i_{n}-p_{e}\,\!}
ở đây:
{\displaystyle i_{r}\,\!} = lãi suất thực tế
{\displaystyle i_{n}\,\!} = lãi suất danh nghĩa
{\displaystyle p_{e}\,\!} = lạm phát dự kiến hay dự phóng qua năm này

## Lãi suất thị trường
Có một thị trường cho các đầu tư mà cuối cùng bao gồm thị trường tiền tệ, thị trường trái phiếu, thị trường cổ phiếu và thị trường tiền tệ cũng như các tổ chức tài chính bán lẻ như ngân hàng.
Chức năng chính xác của các thị trường này như thế nào đôi khi phức tạp. Tuy nhiên, các nhà kinh tế đều đồng ý rằng các lãi suất được tạo ra bởi một đầu tư bất kỳ tính tới những điểm sau:
- Chi phí vốn không rủi ro.
- Kỳ vọng lạm phát.
- Mức độ rủi ro trong đầu tư.
- Các chi phí giao dịch.

Lãi suất này kết hợp các yếu tố tiêu dùng trì hoãn và đầu tư thay thế của tiền lãi.

### Kỳ vọng lạm phát
Theo lý thuyết của kỳ vọng hợp lý, mọi người tạo thành một kỳ vọng về những gì sẽ xảy ra với lạm phát trong tương lai. Sau đó, họ đảm bảo rằng họ đề xuất hoặc yêu cầu một lãi suất danh nghĩa có nghĩa là họ có lãi suất thực tế thích hợp trên đầu tư của họ.
Điều này được cho bởi công thức:
{\displaystyle i_{n}=i_{r}+p_{e}\,\!}
ở đây:
{\displaystyle i_{n}\,\!} = lãi suất danh nghĩa được đề xuất
{\displaystyle i_{r}\,\!} = lãi suất thực tế mong muốn
{\displaystyle p_{e}\,\!} = kỳ vọng lạm phát

### Rủi ro
Mức độ rủi ro trong đầu tư được đưa vào xem xét. Đây là lý do tại sao các đầu tư rất dễ biến động như cổ phần và trái phiếu rác có lợi nhuận cao hơn so với những đầu tư an toàn hơn như trái phiếu chính phủ.
Tiền lãi thêm được tính trên một đầu tư rủi ro là bù đắp rủi ro. Phần bù rủi ro cần thiết phụ thuộc vào các ưu tiên rủi ro của người cho vay.
Nếu đầu tư là 50% khả năng bị phá sản, một người cho vay trung lập rủi ro sẽ yêu cầu hoàn vốn của họ tăng gấp đôi. Vì vậy, một khoản đầu tư hoàn vốn bình thường 100 USD sẽ yêu cầu hoàn vốn 200 USD. Một người cho vay không thích rủi ro sẽ đòi hỏi hoàn vốn nhiều hơn 200 USD và một người cho vay yêu thích rủi ro đòi hỏi ít hơn 200 USD. Bằng chứng cho thấy rằng hầu hết những người cho vay trên thực tế không thích rủi ro.
Nói chung, một đầu tư dài hạn mang một bù đắp rủi ro đáo hạn, bởi vì các khoản vay dài hạn bị tiếp xúc với nhiều nguy cơ vỡ nợ trong kỳ hạn của chúng.

### Ưu tiên thanh khoản
Hầu hết các nhà đầu tư thích tiền của họ ở dạng tiền mặt hơn là nằm trong các đầu tư ít khả năng thay thế hơn. Tiền mặt trong tay được chi tiêu ngay lập tức nếu có nhu cầu, nhưng một số khoản đầu tư đòi hỏi thời gian hay nỗ lực để chuyển sang hình thức có thể chi tiêu. Điều này được gọi là ưu tiên thanh khoản. Ví dụ, một khoản vay 1 năm là rất thanh khoản so với một khoản vay 10 năm. Tuy nhiên, một trái phiếu kho bạc Hoa Kỳ 10 năm là thanh khoản bởi vì nó có thể dễ dàng được bán trên thị trường.

### Mô hình lãi suất thị trường
Một mô hình tính lãi suất cơ bản cho một tài sản
{\displaystyle i_{n}=i_{r}+p_{e}+rp+lp\,\!}
Giả định thông tin hoàn hảo, pe là như nhau cho tất cả những người tham gia thị trường, và điều này là đồng nhất với:
{\displaystyle i_{n}=i_{n}^{*}+rp+lp\,\!}
ở đây:
in là lãi suất danh nghĩa trên đầu tư đã cho
ir là hoàn vốn đầu tư không rủi ro
i*n là lãi suất danh nghĩa trên trái phiếu thanh khoản không rủi ro ngắn hạn (chẳng hạn Tín phiếu kho bạc Hoa Kỳ).
rp = một bù đắp rủi ro phản ánh độ dài đầu tư và khả năng người vay sẽ vỡ nợ
lp = bù đắp thanh khoản (phản ánh mức độ khó của việc chuyển đổi tài sản thành tiền và do đó thành hàng hóa).

### Các chú giải về lãi suất
Những gì thường được gọi là lãi suất trên các phương tiện truyền thông nói chung là tỷ lệ được cung cấp trên các tiền gửi qua đêm của Ngân hàng Trung ương hoặc cơ quan khác, được thường niên hóa.
Tổng tiền lãi trên một đầu tư phụ thuộc vào khoảng thời gian mà tiền lãi được tính, vì tiền lãi được trả có thể là lãi kép.
Trong tài chính, lãi suất hiệu quả thường bắt nguồn từ lợi suất, một thước đo tổng hợp có tính đến tất cả các khoản thanh toán tiền lãi và vốn từ đầu tư.
Trong tài chính bán lẻ, các khái niệm tỷ lệ phần trăm hàng năm và tỷ lệ hiệu quả hàng năm đã được giới thiệu để giúp người tiêu dùng dễ dàng so sánh các sản phẩm khác nhau với cấu trúc thanh toán khác nhau.

### Chênh lệch
Chênh lệch lãi suất là lãi suất cho vay trừ đi lãi suất huy động. Chênh lệch này bao gồm chi phí hoạt động cho các ngân hàng cung cấp cho vay và gửi tiền. Một chênh lệch âm là khi lãi suất huy động cao hơn lãi suất cho vay.

## Lãi suất trong kinh tế học vĩ mô

### Độ co giãn thay thế
Co giãn thay thế (tên đầy đủ nên là tỷ lệ thay thế cận biên của việc phân bổ tương đối) ảnh hưởng đến lãi suất thực. Độ lớn của độ co giãn thay thế lớn hơn, càng có nhiều trao đổi hơn, và lãi suất thực tế thấp hơn.

### Sản lượng và thất nghiệp
Lãi suất là yếu tố quyết định chính của đầu tư trên một quy mô kinh tế vĩ mô. Tư tưởng hiện nay là nếu lãi suất tăng trên diện rộng, thì đầu tư giảm, gây ra một sụt giảm mạnh trong thu nhập quốc gia. Tuy nhiên, Trường phái kinh tế Áo xem lãi suất cao hơn như dẫn đến đầu tư lớn hơn để kiếm được tiền lãi để trả cho người gửi tiền. Lãi suất cao hơn khuyến khích tiết kiệm nhiều hơn và do đó đầu tư thêm và do đó nhiều công ăn việc làm để tăng cường sản xuất để tăng lợi nhuận. Lãi suất cao hơn cũng không khuyến khích cho vay không hiệu quả kinh tế như tín dụng tiêu dùng và cho vay thế chấp. Ngoài ra tín dụng tiêu dùng có xu hướng được sử dụng bởi người tiêu dùng mua các sản phẩm nhập khẩu trong khi các khoản vay kinh doanh có xu hướng trong nước và dẫn đến tạo nhiều hơn công việc trong nước [và/hoặc vốn đầu tư máy móc] để tăng sản xuất để kiếm được lợi nhuận nhiều hơn.
Thể chế chính phủ, thường là một ngân hàng trung ương, có thể cho vay tiền cho các tổ chức tài chính để ảnh hưởng đến lãi suất là công cụ chính của chính sách tiền tệ. Thông thường lãi suất ngân hàng trung ương là thấp hơn so với lãi suất thương mại vì các ngân hàng vay tiền từ ngân hàng trung ương sau đó cho vay tiền với lãi suất cao hơn để tạo ra hầu hết lợi nhuận của họ.
Bằng cách thay đổi lãi suất, các thể chế chính phủ có thể ảnh hưởng đến lãi suất phải đối mặt với những ai muốn vay tiền cho đầu tư kinh tế. Đầu tư có thể thay đổi nhanh chóng để đáp ứng với những thay đổi trong lãi suất và tổng sản lượng.

### Hoạt động thị trường mở tại Hoa Kỳ

Lãi suất các quỹ liên bang có hiệu lực ở Mỹ được thể hiện biểu đồ trong hơn nửa thế kỷ.

Cục Dự trữ liên bang (thường được gọi là "Fed") thi hành chính sách tiền tệ phần lớn bởi nhắm mục tiêu lãi suất quỹ liên bang. Đây là mức mà các ngân hàng tính với nhau cho vay qua đêm của các quỹ liên bang, là các dự trữ được nắm giữ bởi các ngân hàng tại Fed. Hoạt động thị trường mở là một công cụ trong chính sách tiền tệ được thực hiện bởi Cục Dự trữ Liên bang để chỉ đạo lãi suất ngắn hạn bằng cách sử dụng quyền lực để mua và bán các chứng khoán kho bạc.

### Tiền tệ và lạm phát
Cho vay, trái phiếu và cổ phần có một số đặc điểm của tiền và được bao gồm trong cung tiền rộng.
Bằng cách thiết lập i*n, thể chế chính phủ có thể ảnh hưởng đến các thị trường để làm thay đổi tổng số các khoản cho vay, trái phiếu và cổ phần phát hành. Nói chung, một lãi suất thực tế cao hơn làm giảm cung tiền rộng.
Thông qua lý thuyết số lượng tiền, các gia tăng trong việc cung cấp tiền dẫn đến lạm phát.

## Ảnh hưởng lên tiết kiệm và lương hưu
Những nhà kinh tế tài chính như các nhà nghiên cứu của Hội đồng Lương hưu Thế giới (WPC) đã cho rằng lãi suất thấp lâu bền trong hầu hết các nước G20 sẽ có tác động xấu đến các vị trí tài trợ của các quỹ hưu trí như "không có hoàn vốn mà vượt lạm phát, các nhà đầu tư lương hưu phải đối mặt với giá trị thực của các khoản tiết kiệm của họ giảm đi hơn là tăng lên trong vài năm tới" 
Từ năm 1982 đến năm 2012, các nền kinh tế phương Tây đã trải qua một thời kỳ lạm phát thấp kết hợp với hoàn vốn tương đối cao trên các đầu tư khắp tất cả các lớp tài sản bao gồm cả trái phiếu chính phủ. Điều này mang lại một ý nghĩa nào đó của sự tự mãn giữa một số nhà tư vấn tính toán bảo hiểm lương hưu và nhà điều tiết, làm cho nó có vẻ hợp lý để sử dụng các giả định kinh tế lạc quan để tính toán giá trị hiện tại của nợ lương hưu trong tương lai...
Sự sụp đổ có khả năng kéo dài này trong các hoàn vốn trên trái phiếu chính phủ đang diễn ra trong bối cảnh của một rơi xuống kéo dài trong hoàn vốn đối với các tài sản cốt lõi khác như cổ phiếu blue-chip, và, quan trọng hơn, một cú sốc nhân khẩu học thầm lặng. Làm nhân tố trong "rủi ro tuổi thọ" tương ứng, tiền đóng bảo hiểm hưu trí có thể được nâng lên đáng kể trong khi các thu nhập sẵn có đình trệ và nhân viên làm việc thêm vài năm nữa trước khi nghỉ hưu.

## Lưu ý toán học
Vì lãi suất và lạm phát thường được đưa ra như là các gia tăng tỷ lệ phần trăm, công thức trên là các xấp xỉ tuyến tính.
Ví dụ,
{\displaystyle i_{n}=i_{r}+p_{e}\,\!}
chỉ là gần đúng. Trên thực tế, quan hệ này là
{\displaystyle (1+i_{n})=(1+i_{r})(1+p_{e})\,\!}
cho nên
{\displaystyle i_{r}={\frac {1+i_{n}}{1+p_{e}}}-1\,\!}
Hai xấp xỉ, loại bỏ các hạng tử bậc cao, là:
{\displaystyle {\begin{aligned}(1+x)(1+y)&=1+x+y+xy&&\approx 1+x+y\\{\frac {1}{1+x}}&=1-x+x^{2}-x^{3}+\cdots &&\approx 1-x\end{aligned}}}
Công thức trong bài viết này là chính xác nếu các đơn vị logarit được sử dụng cho các thay đổi tương đối, hoặc tương đương nếu các logarit của các chỉ số được sử dụng thay cho lãi suất, và được giữ đều đều đối với những thay đổi tương đối lớn. Tao nhã nhất, nếu logarit tự nhiên được sử dụng, lợi dụng nêpe làm đơn vị lôgarit, chia tỷ lệ cho 100 để có được các đơn vị xentinêpe là tương đương gần đúng của phần trăm thay đổi (vì thế xấp xỉ bằng đối với các giá trị nhỏ), và đối với chúng các phương trình tuyến tính được duy trì cho tất cả các giá trị.

## Lãi suất âm
Lãi suất danh nghĩa thường dương, nhưng không phải lúc nào cũng vậy. Dựa vào sự thay thế là nắm giữ tiền mặt (và do đó thu nhập là 0%), thay vì cho vay thì những người cho vay tìm kiếm lợi nhuận sẽ không cho vay dưới 0%, vì làm như thế sẽ đảm bảo một sự thua lỗ, và một ngân hàng cung cấp một lãi suất tiền gửi âm sẽ tìm thấy ít người chấp nhận, do những người gửi tiết kiệm thay vì thế sẽ nắm giữ tiền mặt.
Tuy nhiên, trên thực tế, lãi suất ngân hàng trung ương có thể âm; vào tháng 7 năm 2009 Riksbank của Thụy Điển là ngân hàng trung ương đầu tiên sử dụng tiền lãi âm trên dự trữ dư thừa, bằng cách giảm lãi suất tiền gửi của nó tới -0,25%, một chính sách được Phó thống đốc Lars EO Svensson ủng hộ.
Trong khủng hoảng nợ công châu Âu, các trái phiếu chính phủ của một số nước (Thụy Sĩ, Đan Mạch, Đức, Phần Lan, Hà Lan và Áo) đã được bán với lợi suất âm. Các giải thích được đề nghị bao gồm mong muốn về an toàn và bảo vệ chống lại tan vỡ khu vực đồng euro (trong trường hợp một số quốc gia khu vực đồng euro có thể tái định ngạch nợ của họ sang một đồng tiền mạnh hơn).
Thường xuyên hơn, lãi suất thực có thể âm, khi lãi suất danh nghĩa nhỏ hơn mức lạm phát. Khi điều này được thực hiện thông qua chính sách của chính phủ (ví dụ, thông qua dự trữ bắt buộc), đây được coi là áp chế tài chính, và đã được thực hiện bởi các quốc gia như Hoa Kỳ và Vương quốc Anh sau Chiến tranh thế giới II (từ năm 1945) cho đến cuối những năm 1970 hoặc đầu năm 1980 (trong khi và sau khi phát triển kinh tế sau Thế chiến II). Trong cuối những năm 1970, các Chứng khoán Kho bạc Hoa Kỳ với lãi suất thực âm bị coi là các  chứng nhận tịch thu.
Lãi suất âm đã được đề xuất trong quá khứ, đặc biệt là trong những năm cuối thế kỷ 19 bởi Silvio Gesell. Một mức lãi suất âm có thể được mô tả (như bởi Gesell) như một "thuế nắm giữ tiền"; ông đề xuất nó như là thành phần Freigeld (tiền tự do) của hệ thống Freiwirtschaft (nền kinh tế tự do) của mình. Để ngăn chặn mọi người nắm giữ tiền mặt (và do đó thu nhập 0%), Gesell đề nghị phát hành tiền trong một thời gian hạn chế, sau đó nó phải được đổi lấy giấy bạc mới; các cố gắng nắm giữ tiền do đó dẫn nó đến hết hạn và trở thành vô giá trị. Theo hướng tương tự, John Maynard Keynes đã đồng tình trích dẫn ý tưởng về đánh thuế tiền bạc, (1936, Lý thuyết tổng quát về việc làm, lãi suất và tiền tệ) nhưng bác bỏ nó vì những khó khăn hành chính. Gần đây hơn, thuế tích trữ tiền đã được một nhân viên Cục Dự trữ Liên bang (Marvin Goodfriend) đề xuất năm 1999, để được thực hiện thông qua các dải từ tính trên giấy bạc, khấu trừ thuế tích trữ tiền trên tiền gửi, thuế này được tính toán dựa trên việc giấy bạc này đã được nắm giữ trong bao lâu.
Người ta cũng từng đề xuất một lãi suất âm về nguyên tắc có thể được áp dụng đối với tiền giấy hiện hành thông qua quay xổ số số sêri: chẳng hạn bằng cách chọn một số ngẫu nhiên từ 0 đến 9 và tuyên bố rằng những tờ giấy bạc nào mà số sêri của nó kết thúc bằng con số đó là vô giá trị sẽ mang lại lãi suất âm 10% (chọn hai chữ số cuối cùng sẽ cho phép một mức lãi suất âm 1%, v.v.). Điều này đã được một sinh viên vô danh của N. Gregory Mankiw đề xuất, mặc dù như một thử nghiệm ý tưởng hơn là một đề xuất chính thức.
Một phương pháp đơn giản hơn nhiều đối với các chính phủ để đạt được một cách cơ bản lãi suất âm và không khuyến khích nắm giữ tiền mặt là theo đuổi các chính sách tiền tệ lạm phát.